# Alabanda
Alabanda (en griego, Αλαβάνδα, también llamada hê Alabanda, ta Alabanda, Alabandeus, Alabandensis, Alabandenus o Antioquía de los Crisaorianos) fue una antigua ciudad de Caria, Anatolia, y estaba situada donde ahora se levanta Doğanyurt (llamada también Araphisar), provincia de Aydın, en la parte asiática de Turquía.

## Descripción
La ciudad está situada en medio de dos elevaciones. La zona es famosa por su mármol oscuro y sus piedras preciosas las almanditas, que parecen granates. Según Esteban de Bizancio existían dos ciudades de nombre Alabanda (Alabandeus) en Caria, pero ninguna otra fuente lo confirma. Añade que una de ellas en algún momento recibió el nombre de Antioquía. Según Getzel M. Cohen, de la existencia de esta Antioquía, esta segunda Alabanda, existen evidencias epigráficas.
Según la leyenda, la ciudad fue fundada por el héroe cario Alabandus. En idioma cario el nombre es una combinación de términos que se utilizan para el caballo (ala) y la victoria (banda). Al principio del período seléucida la ciudad formaba parte de la liga crisaórica, una federación de ciudades vinculadas por intereses económicos y defensivos, y quizás incluso por lazos étnicos. La ciudad cambió de nombre por Antioquía de los Crisaorianos, en honor del rey seléucida Antíoco III Megas, que mantuvo la paz en la ciudad. Fue conquistada por Filipo V de Macedonia en el 201 a. C. Su nombre volvió a ser Alabanda después de la derrota seléucida en la batalla de Magnesia del 190 a. C. Los romanos la ocuparían poco después durante un breve período de tiempo.
En el año 40 a. C., el rebelde Quinto Labieno al frente de un ejército parto tomó la ciudad. Después de que la guarnición de Labieno fuera masacrada por los habitantes de la ciudad, el ejército parto saqueó sus tesoros. Durante el Imperio Romano, la ciudad se convirtió en un conventus y Estrabón habla de su reputación de alto nivel de vida y de su decadencia. La ciudad acuñaba sus propias monedas hasta mediados del siglo III. Durante el Imperio bizantino, la ciudad fue sede episcopal como Diócesis de Alabanda. Se conoce la lista de obispos que se sucedieron entre el 451 y el 879. Alabanda se mantuvo como sede titular de la Iglesia católica (Dioecesis Alabandensis). Esta sede está vacante desde 1968.
Oriundos de Alabanda eran los dos hermanos oradores, Hierocles y Menecles. También eran de esta ciudad los retóricos Apolonio Malaco y Apolonio Molón, discípulos de Menecles.
Las ruinas de Alabanda, que se encuentran a ocho kilómetros al oeste de Çine, conservan restos de un teatro y otros edificios, pero las excavaciones han aportado muy pocas inscripciones.